# Manlio Simonetti
Manlio Simonetti (* 2. Mai 1926 in Rom; † 2. November 2017 ebenda) war ein italienischer Patristiker.

## Leben
Manilo Simonetti studierte klassische Geisteswissenschaften (lettere classiche) an der Universität La Sapienza und schloss sein Studium 1947 ab. Im Jahre 1959 erhielt er eine Professur für christliche Literatur an der Universität Cagliari. 1969 folgte er einem Ruf als Professor für Kirchengeschichte an der Universität La Sapienza. Simonetti wurde 1977 Mitglied der Accademia Nazionale dei Lincei. 2001 wurde er emeritiert.
2011 erhielt er den von der vatikanischen „Stiftung Joseph Ratzinger – Papst Benedikt XVI.“ verliehenen Joseph-Ratzinger-Preis in der Disziplin Patristik.

## Veröffentlichungen (Auswahl)
- La crisi ariana nel IV secolo (= Studia ephemeridis „Augustinianum“. 11, ZDB-ID 420706-3). Institutum Patristicum „Augustinianum“, Rom 1975
- Profilo storico dell’esegesi patristica (= Sussidi patristici. 1, ZDB-ID 847317-1). Institutum Patristicum „Augustinianum“, Rom 1981. 
  - englisch: Biblical interpretation in the early church. An historical introduction to patristic exegesis. T&T Clark, Edinburgh 1994, ISBN 0-567-29249-5.
- als Herausgeber: Matthew 1–13 (= Ancient Christian Commentary on Scripture. New Testament. 1a). InterVarsity Press, Downers Grove IL 2001, ISBN 0-8308-1486-8.
- als Herausgeber: Matthew 14–18 (= Ancient Christian Commentary on Scripture. New Testament. 1b). InterVarsity Press, Downers Grove IL 2002, ISBN 0-8308-1469-8.
- als Herausgeber mit Marco Conti: Job (= Ancient Christian Commentary on Scripture. Old Testament. 6). InterVarsity Press, Downers Grove IL 2006, ISBN 0-8308-1476-0.